# Steve Sax
Stephen Louis Sax, dit Steve Sax, né le 29 janvier 1960 à West Sacramento en Californie, est un ancien joueur américain de baseball qui évolue en ligue majeure de baseball de 1981 à 1994 en portant successivement les couleurs des Dodgers de Los Angeles, des Yankees de New York,  des White Sox de Chicago puis des Athletics d'Oakland. Sélectionné cinq fois au match des étoiles, il est désigné meilleure recrue de l'année 1982 en Ligue nationale. Sax remporte deux fois les Séries mondiales en 1981 et 1988 avec les Dodgers.

## Biographie
Drafté par les Dodgers en 1978, il commence sa carrière d'un bon train en 1982 en méritant le titre de recrue de l'année de la MLB. Pendant sa carrière, Sax est sélectionné dans l'équipe du match des étoiles à cinq reprises et il a obtenu une moyenne au bâton de plus de ,300 pendant trois saisons.
Sax avait un grand succès dans les lignes des buts, volant plus de 40 buts en six saisons pour un total de 444 buts volés dans sa carrière. Frère du joueur Dave Sax, qui faisait aussi partie des Dodgers, il a joué un rôle important lors de la grève de 1994 en demandant que les grévistes refusent de parler ou d'aider les remplaçants.
Depuis qu'il s'est retiré du jeu en 1994, il a entrepris plusieurs initiatives d'affaires. Candidat républicain pour la Californie en 1996, il a aussi été propriétaire d'une boîte de nuit, analyste sportif à la télévision, consultant financier, ceinture noire en arts martiaux et auteur en matière de finances dans les sports.
Dans la culture populaire, Sax a été vu dans l'émission Homer la foudre de la série Les Simpsons. Ses difficultés légales étaient parodiées et il fut blâmé pour tous les crimes non élucidés de la ville de New York.
Il est instructeur de premier but des Diamondbacks de l'Arizona en 2013.